# Scooter-diszkográfia
A német Scooter együttes diszkográfiája huszonegy stúdióalbumot, öt koncertlemezt, hat válogatásalbumot, nyolcvanhat kislemezt, negyvenöt B-oldalas számot, harmincnyolc remixet, és számtalan egyéb kiadványt sorol fel. Az együttes tagjai H.P. Baxxter, Jay Frog, Marc Blou és Jens Thele, korábban pedig Rick J. Jordan, Ferris Bueller, Axel Coon, Michael Simon, Phil Speiser, Etnik Zarari és Sebastian Schilde. 1993-tól kezdve aktívak, kezdetben remixcsapatként, majd 1995-ben jelent meg első albumuk. Kiadójuk kezdetben az Edel Records volt, majd később saját kiadót indítottak Kontor Records néven, melynek ügyeit azóta Jens Thele viszi, ők pedig Sheffield Tunes néven a Kontor egyik leágazásaként adják ki kiadványaikat. 2023-tól kezdve a Universal Music a kiadójuk. Magyarországon eleinte a Record Express adta ki az összes kiadványukat (beleértve a DVD-ket is), annak csődje után 2011-től 2020-ig a Magneoton (Elephant House), jelenleg pedig hazánkban is a Universal Music. Világszerte több mint harmincmillió albumot adtak el, ennek jelentős részét Európában, illetve Ázsiában.
Az itt található összes adat a Scootertechno.ru által nyilvántartott pozíciókra épít. A forrás hiteles, több nemzeti lista alapján állítják össze. Ahol a mező üres, ott az aktuális kiadványnál még nincs adat. Amelyik mező át van húzva, az azt jelenti, hogy korábbi kiadványra nézve nincs adat vagy nem sikerült felkerülni a lemezeladási listára, vagy a kiadvány nem jelent meg az adott országban.

## Stúdióalbumok
| Év   | Album                            | Legjobb helyezés a slágerlistákon | Legjobb helyezés a slágerlistákon | Legjobb helyezés a slágerlistákon | Legjobb helyezés a slágerlistákon | Legjobb helyezés a slágerlistákon | Legjobb helyezés a slágerlistákon | Legjobb helyezés a slágerlistákon | Legjobb helyezés a slágerlistákon | Legjobb helyezés a slágerlistákon | Legjobb helyezés a slágerlistákon | Legjobb helyezés a slágerlistákon | Legjobb helyezés a slágerlistákon | Legjobb helyezés a slágerlistákon | Legjobb helyezés a slágerlistákon | Legjobb helyezés a slágerlistákon | Legjobb helyezés a slágerlistákon | Legjobb helyezés a slágerlistákon | Legjobb helyezés a slágerlistákon | Legjobb helyezés a slágerlistákon | Legjobb helyezés a slágerlistákon | Legjobb helyezés a slágerlistákon | Legjobb helyezés a slágerlistákon |
| Év   | Album                            | Németország                       | Magyarország                      | Ausztria                          | Csehország                        | Svájc                             | Nagy-Britannia                    | Írország                          | Franciaország                     | Norvégia                          | Finnország                        | Svédország                        | Dánia                             | Szlovákia                         | Szlovénia                         | Lengyelország                     | Belgium                           | Hollandia                         | Észtország                        | Lettország                        | Portugália                        | Románia                           | Oroszország                       |
| ---- | -------------------------------- | --------------------------------- | --------------------------------- | --------------------------------- | --------------------------------- | --------------------------------- | --------------------------------- | --------------------------------- | --------------------------------- | --------------------------------- | --------------------------------- | --------------------------------- | --------------------------------- | --------------------------------- | --------------------------------- | --------------------------------- | --------------------------------- | --------------------------------- | --------------------------------- | --------------------------------- | --------------------------------- | --------------------------------- | --------------------------------- |
| 1995 | …And the Beat Goes On!           | 25                                | 1 ‡                               | 27                                | -                                 | 29                                | 130                               | ‡                                 | -                                 | 18                                | -                                 | -                                 | -                                 | -                                 | -                                 | -                                 | -                                 | 31                                | -                                 | -                                 | -                                 | -                                 | -                                 |
| 1996 | Our Happy Hardcore               | 17                                | 1 ‡                               | 16                                | †                                 | 9                                 | 24                                | 8                                 | -                                 | -                                 | 8                                 | 31                                | -                                 | -                                 | -                                 | †                                 | -                                 | 54                                | -                                 | -                                 | -                                 | -                                 | -                                 |
| 1996 | Wicked!                          | 22                                | 2 ‡                               | 30                                | ‡                                 | 38                                | 76                                | -                                 | -                                 | -                                 | 5 †                               | 33                                | -                                 | -                                 | -                                 | †                                 | -                                 | -                                 | -                                 | -                                 | -                                 | -                                 | -                                 |
| 1997 | Age of Love                      | 19                                | 3 †                               | 32                                | †                                 | 35                                | -                                 | -                                 | 35                                | 35                                | 4 †                               | 26                                | -                                 | -                                 | -                                 | -                                 | -                                 | -                                 | -                                 | -                                 | -                                 | -                                 | -                                 |
| 1998 | No Time to Chill                 | 4                                 | 1 †                               | 27                                | ‡                                 | 20                                | -                                 | -                                 | -                                 | 28                                | 1 †                               | 16                                | -                                 | †                                 | -                                 | †                                 | -                                 | -                                 | -                                 | †                                 | -                                 | -                                 | -                                 |
| 1999 | Back to the Heavyweight Jam      | 7 †                               | 1 †                               | 7                                 | 5                                 | 25                                | -                                 | -                                 | -                                 | 35                                | 3                                 | 5 †                               | -                                 | -                                 | -                                 | -                                 | -                                 | -                                 | 1                                 | -                                 | -                                 | -                                 | -                                 |
| 2000 | Sheffield                        | 11                                | 2 †                               | 49                                | 2 †                               | 60                                | -                                 | -                                 | -                                 | -                                 | 9                                 | 15                                | 48                                | -                                 | -                                 | -                                 | -                                 | -                                 | -                                 | 13                                | 32                                | -                                 | -                                 |
| 2001 | We Bring the Noise!              | 15                                | 3                                 | 32                                | 7                                 | 74                                | -                                 | -                                 | -                                 | 12                                | 8                                 | 17                                | 50                                | -                                 | -                                 | 15                                | -                                 | -                                 | 65                                | -                                 | -                                 | -                                 | -                                 |
| 2003 | The Stadium Techno Experience    | 7 †                               | 3 †                               | 14                                | 4 ‡                               | 35                                | 18 ¤                              | 30                                | -                                 | 3 †                               | 12                                | 4 †                               | -                                 | -                                 | 17                                | -                                 | -                                 | 28                                | 38                                | -                                 | 5 ¤                               | †                                 | -                                 |
| 2004 | Mind the Gap                     | 16 †                              | 18 †                              | 34                                | 36 †                              | 67                                | -                                 | -                                 | -                                 | -                                 | -                                 | 44                                | -                                 | -                                 | -                                 | -                                 | -                                 | 83                                | -                                 | -                                 | -                                 | -                                 | -                                 |
| 2005 | Who’s Got the Last Laugh Now?    | 14                                | -                                 | 31                                | -                                 | 44                                | -                                 | -                                 | -                                 | 30                                | -                                 | -                                 | -                                 | -                                 | -                                 | -                                 | -                                 | -                                 | -                                 | -                                 | -                                 | †                                 | -                                 |
| 2007 | The Ultimate Aural Orgasm        | 6                                 | 28                                | 17                                | 28                                | 66                                | -                                 | -                                 | -                                 | -                                 | 25                                | 30                                | 23                                | -                                 | -                                 | 35                                | -                                 | -                                 | -                                 | -                                 | -                                 | -                                 | -                                 |
| 2007 | Jumping All Over the World       | 9 †                               | -                                 | 18                                | 29                                | 65                                | 1 ‡                               | 3                                 | -                                 | -                                 | -                                 | -                                 | -                                 | -                                 | -                                 | -                                 | -                                 | -                                 | -                                 | -                                 | -                                 | -                                 | -                                 |
| 2009 | Under the Radar Over the Top     | 2                                 | 38                                | 15                                | -                                 | 51                                | 62 †                              | -                                 | -                                 | -                                 | -                                 | -                                 | -                                 | -                                 | -                                 | -                                 | -                                 | -                                 | -                                 | -                                 | -                                 | -                                 | 25                                |
| 2011 | The Big Mash Up                  | 15                                | 39                                | 30                                | 26                                | 47                                | 39                                | -                                 | -                                 | -                                 | -                                 | -                                 | -                                 | -                                 | -                                 | -                                 | -                                 | -                                 | -                                 | -                                 | -                                 | -                                 | 19                                |
| 2012 | Music for a Big Night Out        | 10                                | -                                 | 37                                | 27                                | 47                                | -                                 | -                                 | -                                 | -                                 | -                                 | -                                 | -                                 | -                                 | -                                 | -                                 | -                                 | -                                 | -                                 | -                                 | -                                 | -                                 | -                                 |
| 2014 | The Fifth Chapter                | 8                                 | 30                                | 28                                | 21                                | 23                                | -                                 | -                                 | -                                 | -                                 | -                                 | -                                 | -                                 | -                                 | -                                 | -                                 | -                                 | -                                 | -                                 | -                                 | -                                 | -                                 | -                                 |
| 2016 | Ace                              | 6                                 | 13                                | 14                                | 11                                | 34                                | 17                                | -                                 | 96                                | -                                 | -                                 | -                                 | -                                 | -                                 | -                                 | -                                 | -                                 | -                                 | -                                 | -                                 | -                                 | -                                 | -                                 |
| 2017 | Scooter Forever                  | 8                                 | 4                                 | 17                                | 11                                | 32                                | -                                 | -                                 | -                                 | -                                 | -                                 | -                                 | -                                 | 40                                | -                                 | 20                                | -                                 | -                                 | -                                 | -                                 | -                                 | -                                 | -                                 |
| 2021 | God Save The Rave                | 4                                 | 22                                | 7                                 | -                                 | 12                                | 90                                | -                                 | -                                 | -                                 | -                                 | -                                 | -                                 | -                                 | -                                 | -                                 | 159                               | -                                 | -                                 | -                                 | -                                 | -                                 | -                                 |
| 2024 | Open Your Mind and Your Trousers | 2                                 | 35                                | -                                 | -                                 | -                                 | -                                 | -                                 | -                                 | -                                 | -                                 | -                                 | -                                 | -                                 | -                                 | -                                 | -                                 | -                                 | -                                 | -                                 | -                                 | -                                 | -                                 |

† – Aranylemez
¤ – Ezüstlemez
‡ – Platinalemez

## Koncertalbumok
| Év   | Album                                                         | Legjobb helyezés a slágerlistákon | Legjobb helyezés a slágerlistákon | Legjobb helyezés a slágerlistákon | Legjobb helyezés a slágerlistákon | Legjobb helyezés a slágerlistákon | Legjobb helyezés a slágerlistákon | Legjobb helyezés a slágerlistákon | Legjobb helyezés a slágerlistákon | Legjobb helyezés a slágerlistákon | Legjobb helyezés a slágerlistákon | Legjobb helyezés a slágerlistákon | Legjobb helyezés a slágerlistákon | Legjobb helyezés a slágerlistákon |
| Év   | Album                                                         | Németország                       | Magyarország                      | Ausztria                          | Csehország                        | Svájc                             | Norvégia                          | Finnország                        | Svédország                        | Észtország                        | Írország                          | Franciaország                     | Dánia                             | Hollandia                         |
| ---- | ------------------------------------------------------------- | --------------------------------- | --------------------------------- | --------------------------------- | --------------------------------- | --------------------------------- | --------------------------------- | --------------------------------- | --------------------------------- | --------------------------------- | --------------------------------- | --------------------------------- | --------------------------------- | --------------------------------- |
| 2002 | Encore – Live and Direct                                      | 13                                | 12                                | 25                                | 26                                | 71                                | 6 †                               | -                                 | 53                                | 4                                 | 28                                | 62                                | 84                                | 99                                |
| 2004 | Scooter Live – Selected Songs of the 10th Anniversary Concert | -                                 | -                                 | -                                 | -                                 | -                                 | -                                 | -                                 | -                                 | -                                 | -                                 | -                                 | -                                 | -                                 |
| 2006 | Excess All Areas                                              | 29                                | 5                                 | 64                                | -                                 | -                                 | -                                 | -                                 | -                                 | -                                 | -                                 | -                                 | -                                 | -                                 |
| 2010 | Live In Hamburg                                               | 14                                | -                                 | -                                 | -                                 | -                                 | -                                 | 2                                 | 4                                 | -                                 | -                                 | -                                 | -                                 | -                                 |
| 2020 | I Want You To Stream                                          | -                                 | 21                                | -                                 | -                                 | -                                 | -                                 | -                                 | -                                 | -                                 | -                                 | -                                 | -                                 | -                                 |

† – Aranylemez
¤ – Ezüstlemez
‡ – Platinalemez

## Válogatásalbumok
| Év   | Album                                 | Helyezés a listán | Helyezés a listán | Helyezés a listán | Helyezés a listán | Helyezés a listán | Helyezés a listán | Helyezés a listán | Helyezés a listán | Helyezés a listán  | Helyezés a listán | Helyezés a listán | Helyezés a listán | Helyezés a listán | Helyezés a listán | Helyezés a listán |
| Év   | Album                                 | Németország       | Svájc             | Ausztria          | Magyarország      | Svédország        | Norvégia          | Csehország        | Finnország        | Egyesült Királyság | Írország          | Észtország        | Franciaország     | Ausztrália        | Dánia             | Belgium           |
| ---- | ------------------------------------- | ----------------- | ----------------- | ----------------- | ----------------- | ----------------- | ----------------- | ----------------- | ----------------- | ------------------ | ----------------- | ----------------- | ----------------- | ----------------- | ----------------- | ----------------- |
| 1998 | Rough and Tough and Dangerous         | 36                | -                 | 47                | -                 | 18 †              | 12                | -                 | 2                 | -                  | -                 | -                 | -                 | -                 | -                 | -                 |
| 2002 | Push the Beat for This Jam            | 5 †               | 42                | 10                | 10 ‡              | 2 †               | 1 †               | 7 †               | 29                | 6 †                | 6                 | 10                | 22                | 39                | 55                | -                 |
| 2002 | 24 Carat Gold                         | 49                | 94                | -                 | 17                | -                 | -                 | 30 †              | -                 | -                  | -                 | -                 | 46                | -                 | -                 | -                 |
| 2010 | The Albüm                             | -                 | -                 | -                 | -                 | -                 | -                 | -                 | -                 | -                  | -                 | -                 | -                 | -                 | -                 | -                 |
| 2013 | 20 Years of Hardcore                  | 37 †              | 72                | -                 | -                 | -                 | -                 | 41                | -                 | -                  | -                 | -                 | -                 | -                 | †                 | -                 |
| 2017 | 100% Scooter – 25 Years Wild & Wicked | 19                | 47                | 52                | 29                | -                 | -                 | -                 | -                 | -                  | -                 | -                 | -                 | -                 | -                 | 47                |

† – Aranylemez
¤ – Ezüstlemez
‡ – Platinalemez

## Kislemezek
| Év   | Szám címe                | Helyezések  | Helyezések | Helyezések | Helyezések   | Helyezések | Helyezések | Helyezések | Helyezések | Helyezések         | Helyezések | Helyezések    | Helyezések  | Helyezések | Helyezések    | Helyezések | Erről az albumról             |
| Év   | Szám címe                | Németország | Svájc      | Ausztria   | Magyarország | Hollandia  | Svédország | Norvégia   | Finnország | Egyesült Királyság | Írország   | Spanyolország | Olaszország | Izrael     | Franciaország | Belgium    | Erről az albumról             |
| ---- | ------------------------ | ----------- | ---------- | ---------- | ------------ | ---------- | ---------- | ---------- | ---------- | ------------------ | ---------- | ------------- | ----------- | ---------- | ------------- | ---------- | ----------------------------- |
| 1994 | Vallée De Larmes         | 8           | -          | -          | -            | -          | -          | -          | -          | -                  | -          | -             | -           | -          | -             | -          | Rough and Tough and Dangerous |
| 1994 | Hyper Hyper              | 2 ‡         | 3          | 2 †        | -            | 7          | 26         | 10         | -          | -                  | 23         | 1             | 5           | 33         | 28            | 28         | …And the Beat Goes On!        |
| 1995 | Move Your Ass!           | 3 †         | 3          | 3          | -            | 5          | 10         | 6          | -          | 23                 | 15         | -             | -           | 31         | 11            | 16         | …And the Beat Goes On!        |
| 1995 | Friends                  | 3 †         | 15         | 15         | -            | 38         | -          | -          | -          | -                  | 26         | -             | 23          | 7          | -             | -          | …And the Beat Goes On!        |
| 1995 | Endless Summer           | 5 †         | 11         | 18         | -            | 36         | -          | -          | 13         | -                  | 13         | -             | 24          | -          | 48            | -          | …And the Beat Goes On!        |
| 1995 | Back in the UK           | 4 †         | 6          | 8          | -            | 29         | 39         | -          | 17         | 18                 | 14         | -             | -           | -          | 48            | -          | Our Happy Hardcore            |
| 1996 | Let Me Be Your Valentine | 14          | 23         | 9          | -            | -          | -          | -          | -          | -                  | 19         | -             | -           | -          | 45            | -          | Our Happy Hardcore            |
| 1996 | Rebel Yell               | 8           | 17         | 7          | -            | -          | 42         | -          | 8          | 30                 | 23         | -             | -           | 7          | -             | -          | Our Happy Hardcore            |
| 1996 | I'm Raving               | 4 †         | 13         | 4          | -            | 44         | 37         | -          | 2 †        | 33                 | 19         | -             | -           | 10         | -             | -          | Wicked!                       |
| 1996 | Break It Up              | 15          | 44         | 18         | -            | -          | -          | -          | 13         | 92                 | -          | -             | -           | 6          | -             | -          | Wicked!                       |
| 1997 | Fire                     | 5 †         | 11         | 5          | -            | -          | 7          | 10         | 1 †        | 45                 | 28         | -             | -           | 8          | -             | -          | Age of Love                   |
| 1997 | The Age of Love          | 14          | 21         | 21         | 3 †          | -          | 20         | -          | 1 †        | 57                 | -          | -             | -           | 2          | 35            | -          | Age of Love                   |
| 1997 | No Fate                  | 39          | 36         | 35         | -            | -          | -          | -          | 2 †        | -                  | -          | -             | -           | 9          | -             | -          | Rough and Tough and Dangerous |

| Év   | Szám címe                                       | Helyezések  | Helyezések | Helyezések | Helyezések   | Helyezések | Helyezések | Helyezések | Helyezések | Helyezések | Helyezések         | Helyezések | Helyezések | Helyezések | Helyezések | Helyezések | Helyezések | Helyezések | Helyezések    | Helyezések    | Helyezések | Helyezések  | Helyezések | Helyezések | Helyezések | Helyezések | Helyezések | Erről az albumról           |
| Év   | Szám címe                                       | Németország | Svájc      | Ausztria   | Magyarország | Hollandia  | Svédország | Norvégia   | Dánia      | Finnország | Egyesült Királyság | Skócia     | Ausztrália | Új-Zéland  | Izrael     | Csehország | Szlovákia  | Szlovénia  | Lengyelország | Franciaország | Belgium    | Görögország | Észtország | Lettország | Litvánia   | Románia    | Moldova    | Erről az albumról           |
| ---- | ----------------------------------------------- | ----------- | ---------- | ---------- | ------------ | ---------- | ---------- | ---------- | ---------- | ---------- | ------------------ | ---------- | ---------- | ---------- | ---------- | ---------- | ---------- | ---------- | ------------- | ------------- | ---------- | ----------- | ---------- | ---------- | ---------- | ---------- | ---------- | --------------------------- |
| 1998 | How Much Is the Fish?                           | 3 †         | 13         | 9          | -            | 21         | 23         | 19         | -          | 2 †        | -                  | -          | -          | -          | 11         | -          | -          | -          | -             | -             | 1 †        | -           | -          | -          | -          | -          | -          | No Time To Chill            |
| 1998 | We Are the Greatest / I Was Made For Lovin’ You | 26          | -          | 36         | -            | 98         | 45         | -          | -          | -          | -                  | -          | -          | -          | -          | -          | -          | -          | -             | -             | 50         | -           | -          | -          | -          | -          | -          | No Time To Chill            |
| 1999 | Call Me Mañana                                  | 16          | 25         | 24         | -            | -          | 6 †        | -          | 28         | 7          | -                  | -          | -          | -          | -          | -          | -          | 14         | -             | -             | 10         | 17          | -          | -          | -          | -          | -          | No Time To Chill            |
| 1999 | Faster Harder Scooter                           | 7           | 20         | 24         | -            | -          | 3 ‡        | 15         | 25         | 2          | -                  | -          | -          | -          | -          | 3          | 5          | -          | 1             | -             | 17         | -           | 7          | 5          | 17         | 10         | 3          | Back To The Heavyweight Jam |
| 1999 | Fuck the Millennium                             | 11          | 61         | 15         | -            | -          | 3 †        | -          | 20         | 4          | -                  | -          | -          | -          | -          | -          | -          | -          | -             | -             | 2          | -           | -          | -          | -          | -          | 3          | Back To The Heavyweight Jam |
| 2000 | I’m Your Pusher                                 | 17          | 74         | 33         | 2            | -          | 27         | -          | 14         | 19         | -                  | -          | -          | -          | -          | 17         | -          | -          | -             | -             | 13         | -           | 26         | -          | -          | -          | 15         | Sheffield                   |
| 2000 | She's The Sun                                   | 41          | -          | -          | -            | -          | -          | -          | -          | -          | -                  | -          | -          | -          | -          | -          | -          | -          | -             | -             | -          | -           | -          | -          | -          | -          | -          | Sheffield                   |
| 2001 | Posse (I Need You On The Floor)                 | 7           | 43         | 7          | -            | 65         | 16         | -          | 15         | 20         | 15                 | 16         | -          | -          | 4          | -          | -          | -          | -             | 30            | 44         | -           | 17         | -          | -          | -          | -          | We Bring The Noise!         |
| 2001 | Aiii Shot The DJ                                | 29          | 98         | 22         | -            | -          | 37         | -          | -          | 16         | -                  | -          | -          | -          | -          | -          | -          | -          | -             | 74            | -          | -           | -          | -          | -          | -          | -          | We Bring The Noise!         |
| 2001 | Ramp! (The Logical Song)                        | 7 †         | 14         | 4          | 12           | -          | 8 †        | 1 ‡        | 10         | 11         | 2 ‡                | -          | 1 ‡        | 32         | 7          | -          | -          | -          | -             | 53            | -          | -           | 4          | -          | -          | -          | -          | Push The Beat For This Jam  |

| Év   | Szám címe                | Helyezések  | Helyezések | Helyezések | Helyezések   | Helyezések | Helyezések | Helyezések         | Helyezések | Helyezések | Helyezések | Helyezések | Helyezések | Helyezések | Helyezések | Helyezések | Helyezések | Helyezések  | Helyezések | Helyezések | Helyezések | Helyezések    | Helyezések | Erről az albumról             |
| Év   | Szám címe                | Németország | Svájc      | Ausztria   | Magyarország | Hollandia  | Svédország | Egyesült Királyság | Írország   | Skócia     | Ausztrália | Izrael     | Norvégia   | Finnország | Dánia      | Belgium    | Csehország | Oroszország | Ukrajna    | Moldova    | Észtország | Spanyolország | Portugália | Erről az albumról             |
| ---- | ------------------------ | ----------- | ---------- | ---------- | ------------ | ---------- | ---------- | ------------------ | ---------- | ---------- | ---------- | ---------- | ---------- | ---------- | ---------- | ---------- | ---------- | ----------- | ---------- | ---------- | ---------- | ------------- | ---------- | ----------------------------- |
| 2002 | Nessaja                  | 1 †         | 7          | 2          | 10           | 9          | 21 †       | 4 ¤                | 7          | 7          | 24         | 1          | 2 †        | 7          | 5          | 16         | -          | -           | -          | 1          | 2          | -             | -          | Encore – Live and Direct      |
| 2003 | Weekend!                 | 2           | 33         | 4          | 1            | 7          | 9          | 12                 | 4          | -          | 37         | 1          | 3 ‡        | 7          | 4          | 35         | -          | -           | -          | 1          | 33         | -             | -          | The Stadium Techno Experience |
| 2003 | The Night                | 10          | -          | 12         | 8            | 26         | 14         | 16                 | 30         | 14         | 85         | 7          | -          | 14         | 15         | 50         | -          | -           | -          | -          | -          | -             | -          | The Stadium Techno Experience |
| 2003 | Maria (I Like It Loud)   | 4 ‡         | 21         | 1 †        | 2            | 16         | 21         | 16                 | 23         | -          | -          | -          | -          | 16         | 12         | 38         | -          | -           | -          | 24         | 21         | -             | -          | The Stadium Techno Experience |
| 2003 | Jigga Jigga!             | 10          | 45         | 9          | 3            | 50         | 24         | 48                 | 34         | -          | -          | 2          | 10         | 12         | 17         | -          | -          | -           | -          | 32         | 29         | -             | -          | Mind the Gap                  |
| 2004 | Shake That!              | 8           | 38         | 12         | 1            | 24         | 12         | -                  | -          | -          | 54         | 7          | 4          | 9          | 10         | 41         | †          | 5           | 11         | -          | 2          | 20            | 17         | Mind the Gap                  |
| 2004 | One (Always Hardcore)    | 7 †         | 30         | 5          | 2            | 10         | 60         | -                  | -          | -          | -          | -          | -          | 9          | -          | 41         | -          | -           | -          | -          | -          | -             | -          | Mind the Gap                  |
| 2005 | Suavemente               | 22          | 39         | 27         | 4            | 18         | 58         | -                  | -          | -          | -          | -          | -          | -          | 10         | 25         | -          | 44          | -          | -          | -          | 17            | -          | Mind the Gap                  |
| 2005 | Hello! (Good to Be Back) | 14          | 36         | 23         | 2            | 43         | -          | -                  | -          | -          | -          | -          | -          | 3          | -          | 48         | -          | -           | -          | -          | -          | -             | -          | Who’s Got the Last Laugh Now? |
| 2005 | Apache Rocks the Bottom  | 24          | 54         | 23         | 2            | 79         | 47         | -                  | -          | -          | -          | -          | -          | 2          | 5          | -          | -          | -           | -          | -          | -          | -             | -          | Who’s Got the Last Laugh Now? |

| Év   | Szám címe                                           | Helyezések  | Helyezések | Helyezések | Helyezések   | Helyezések | Helyezések     | Helyezések | Helyezések | Helyezések | Helyezések | Helyezések  | Erről az albumról            |
| Év   | Szám címe                                           | Németország | Svájc      | Ausztria   | Magyarország | Hollandia  | Nagy-Britannia | Írország   | Svédország | Csehország | Finnország | Oroszország | Erről az albumról            |
| ---- | --------------------------------------------------- | ----------- | ---------- | ---------- | ------------ | ---------- | -------------- | ---------- | ---------- | ---------- | ---------- | ----------- | ---------------------------- |
| 2007 | Behind the Cow                                      | 17          | 78         | 22         | 3            | 54         | -              | -          | 59         | -          | 3          | -           | The Ultimate Aural Orgasm    |
| 2007 | Lass Uns Tanzen                                     | 19          | -          | 41         | -            | -          | -              | -          | -          | -          | 10         | -           | The Ultimate Aural Orgasm    |
| 2007 | Stripped                                            | -           | -          | -          | -            | -          | -              | -          | -          | -          | -          | -           | Mind The Gap                 |
| 2007 | The Question Is What Is the Question                | 5 †         | 83         | 2          | 4            | 42         | 49             | 18         | -          | -          | 4          | -           | Jumping All Over The World   |
| 2007 | And No Matches                                      | 9           | -          | 20         | -            | 62         | -              | -          | -          | -          | -          | -           | Jumping All Over The World   |
| 2008 | Jumping All Over the World                          | 15          | -          | 23         | -            | -          | 28 †           | 10         | -          | -          | -          | -           | Jumping All Over The World   |
| 2008 | I’m Lonely                                          | 8           | -          | 20         | -            | -          | -              | -          | -          | -          | -          | -           | Jumping All Over The World   |
| 2008 | Jump That Rock (Whatever You Want) (km. Status Quo) | 11          | 79         | 19         | 6            | 91         | 57             | -          | 18         | -          | -          | -           | Jumping All Over The World   |
| 2009 | J’adore Hardcore                                    | 12          | 90         | 16         | 6            | -          | 170            | -          | -          | -          | -          | -           | Under the Radar Over the Top |
| 2009 | Ti Sento                                            | 10          | 45         | 27         | 5            | -          | -              | -          | -          | 32         | -          | -           | Under the Radar Over the Top |
| 2009 | The Sound Above My Hair                             | 38          | -          | 74         | -            | -          | -              | -          | -          | -          | -          | -           | Under the Radar Over the Top |
| 2010 | Stuck on Replay                                     | 34          | -          | 58         | -            | -          | -              | -          | -          | -          | -          | -           | Under the Radar Over the Top |
| 2011 | Friends Turbo                                       | 43          | -          | 65         | -            | -          | -              | -          | -          | -          | -          | -           | The Big Mash Up              |
| 2011 | The Only One                                        | 45          | -          | 20         | -            | -          | -              | -          | -          | -          | -          | -           | The Big Mash Up              |
| 2011 | David Doesn’t Eat                                   | 67          | -          | -          | -            | -          | -              | -          | -          | -          | -          | -           | The Big Mash Up              |
| 2011 | C’est Bleu (km. Vicky Leandros)                     | 77          | -          | -          | -            | -          | -              | -          | -          | 81         | -          | 186         | The Big Mash Up              |
| 2012 | It's A Biz (Ain't Nobody)                           | 79          | -          | -          | -            | -          | -              | -          | -          | -          | -          | 90          | The Big Mash Up              |
| 2012 | 4 A.M.                                              | 96          | -          | -          | -            | -          | 177            | -          | -          | 27         | 29         | 5           | Music For A Big Night Out    |
| 2012 | Army Of Hardcore                                    | 77          | -          | -          | -            | -          | -              | -          | -          | -          | -          | -           | Music For A Big Night Out    |
| 2013 | Maria (I Like It Loud) (R.I.O. Remix)               | -           | -          | -          | -            | -          | -              | -          | -          | -          | -          | -           | 20 Years of Hardcore         |

| Év   | Szám címe                               | Helyezések  | Helyezések | Helyezések   | Helyezések | Helyezések | Helyezések    | Helyezések  | Helyezések | Helyezések | Erről az albumról    |
| Év   | Szám címe                               | Németország | Ausztria   | Magyarország | Belgium    | Finnország | Franciaország | Oroszország | Hollandia  | Szlovénia  | Erről az albumról    |
| ---- | --------------------------------------- | ----------- | ---------- | ------------ | ---------- | ---------- | ------------- | ----------- | ---------- | ---------- | -------------------- |
| 2014 | Bigroom Blitz (km. Wiz Khalifa)         | 43          | 63         | -            | 90         | -          | 20            | 186         | -          | -          | The Fifth Chapter    |
| 2014 | Today (km. Vassy)                       | 75          | -          | -            | -          | -          | -             | 120         | -          | -          | The Fifth Chapter    |
| 2014 | Can’t Stop the Hardcore                 | -           | -          | -            | -          | -          | -             | -           | -          | -          | The Fifth Chapter    |
| 2015 | Radiate (km. Vassy)                     | -           | -          | -            | 58         | -          | -             | 130         | -          | -          | The Fifth Chapter    |
| 2015 | Riot                                    | -           | -          | 16           | -          | -          | -             | -           | -          | -          | Ace                  |
| 2016 | Oi                                      | -           | -          | 19           | -          | -          | -             | -           | -          | -          | Ace                  |
| 2016 | Mary Got No Lamb                        | -           | -          | -            | -          | -          | -             | -           | -          | -          | Ace                  |
| 2017 | Bora! Bora! Bora!                       | -           | -          | 7            | -          | 16         | -             | 131         | -          | -          | Forever              |
| 2017 | My Gabber (km. Jebroer)                 | -           | -          | -            | -          | -          | -             | -           | -          | -          | Forever              |
| 2017 | In Rave We Trust – Amateur Hour         | -           | -          | 37           | -          | -          | -             | -           | -          | -          | Forever              |
| 2019 | Move Your Ass! (Noisecontrollers Remix) | 4           | -          | 7            | -          | 25         | -             | -           | 17         | 29         | I Want You To Stream |

| Év   | Szám címe                                        | Helyezések  | Helyezések   | Helyezések | Helyezések | Helyezések | Helyezések | Helyezések | Helyezések         | Helyezések | Helyezések  | Erről az albumról |
| Év   | Szám címe                                        | Németország | Magyarország | Ausztria   | Svájc      | Finnország | Csehország | Hollandia  | Egyesült Királyság | Skócia     | Oroszország | Erről az albumról |
| ---- | ------------------------------------------------ | ----------- | ------------ | ---------- | ---------- | ---------- | ---------- | ---------- | ------------------ | ---------- | ----------- | ----------------- |
| 2019 | Rave Teacher (Somebody Like Me) (km. Xillions)   | 2           | 2            | 30         | -          | 9          | 3          | 73         | -                  | -          | -           | God Save The Rave |
| 2019 | God Save The Rave (km. Harris & Ford)            | 28 †        | 2            | †          | †          | 1          | 8          | -          | -                  | -          | -           | God Save The Rave |
| 2019 | Devil's Symphony                                 | 23          | 3            | 56         | -          | 3          | -          | -          | -                  | -          | -           | God Save The Rave |
| 2019 | Which Light Switch Is Which?                     | 39          | 4            | -          | -          | -          | -          | -          | -                  | -          | -           | God Save The Rave |
| 2020 | Bassdrum (km. FiNCH Asozial)                     | 24          | 6            | 144        | 144        | 159        | -          | -          | -                  | -          | -           | God Save The Rave |
| 2020 | FCK 2020                                         | 82          | 2            | 172        | -          | 141        | 4          | 69         | 65                 | 49         | 23          | God Save The Rave |
| 2020 | Paul Is Dead (km. Timmy Trumpet)                 | 17          | 14           | 102        | -          | 100        | -          | -          | -                  | -          | -           | God Save The Rave |
| 2021 | We Love Hardcore (km. Dimitri Vegas & Like Mike) | 47          | 16           | -          | -          | 90         | -          | -          | -                  | -          | -           | God Save The Rave |
| 2021 | Groundhog Day                                    | 132         | -            | -          | -          | 132        | -          | -          | -                  | -          | -           | God Save The Rave |
| 2021 | Rave Witchers (km. FiNCH)                        | 18          | 2            | 122        | -          | -          | -          | -          | -                  | -          | -           |                   |
| 2022 | The Spell Remains                                | 22          | 18           | -          | -          | -          | 2          | -          | -                  | -          | -           |                   |
| 2022 | Do Not Sit If You Can Dance                      | 49          | 16           | -          | -          | -          | -          | -          | -                  | -          | -           |                   |

| Év   | Szám címe                                      | Helyezések  | Helyezések   | Helyezések | Helyezések | Helyezések         | Helyezések | Helyezések | Erről az albumról                |
| Év   | Szám címe                                      | Németország | Magyarország | Csehország | Ausztria   | Egyesült Királyság | Észtország | Finnország | Erről az albumról                |
| ---- | ---------------------------------------------- | ----------- | ------------ | ---------- | ---------- | ------------------ | ---------- | ---------- | -------------------------------- |
| 2023 | Waste Your Youth                               | 9           | 7            | -          | -          | -                  | -          | -          | Open Your Mind and Your Trousers |
| 2023 | Techno Is Back (km. Harris & Ford)             | 4           | 4            | 1          | 2          | 28                 | -          | -          | Open Your Mind and Your Trousers |
| 2023 | Hyper Hyper (Giuseppe Ottaviani Remix)         | 1           | 12           | -          | -          | -                  | -          | -          |                                  |
| 2023 | Constellations                                 | 42          | 9            | 4          | -          | -                  | -          | -          | Open Your Mind and Your Trousers |
| 2023 | For Those About To Rave (km. Timmy Trumpet)    | 29          | -            | -          | -          | -                  | -          | -          | Open Your Mind and Your Trousers |
| 2023 | Berliner Luft                                  | 4           | -            | -          | -          | -                  | -          | -          | Open Your Mind and Your Trousers |
| 2023 | Rave & Shout (km. Harris & Ford)               | 20          | -            | 3          | -          | -                  | -          | -          | Open Your Mind and Your Trousers |
| 2024 | I Keep Hearing Bingo                           | 31          | -            | -          | -          | -                  | -          | -          | Open Your Mind and Your Trousers |
| 2024 | Let's Do It Again                              | 56          | -            | -          | -          | -                  | -          | -          | Open Your Mind and Your Trousers |
| 2024 | Posse Reloaded (km. FiNCH)                     | 30          | -            | 5          | -          | -                  | -          | -          | Open Your Mind and Your Trousers |
| 2024 | Mom Was On Tequila (km. Reinier Zonneveld)     | 100         | -            | -          | -          | -                  | -          | -          |                                  |
| 2025 | Gimme That Noise (km. Harris & Ford és Shibui) | 3           | -            | 1          | -          | -                  | -          | -          |                                  |
| 2025 | Heart Attack (km. Blasterjaxx & Ceres)         | 11          | -            | 44         | -          | -                  | 51         | 91         |                                  |
| 2025 | Luv U More (km. Joost & Paul Elstak)           |             |              |            |            |                    |            |            |                                  |

## B-oldalas dalok
- Cosmos (Vallée De Larmes, 1994)
- Unity Without Words Part 1 (Hyper Hyper, 1994)
- Rhapsody In E (Hyper Hyper, 1994)
- Back In Time (Move Your Ass, 1995)
- Across The Sky (Endless Summer, 1995)
- Unity Without Words Part 2 (Back In The UK, 1995)
- Crank It Up (Back In The UK, 1995)
- Eternity (Let Me Be Your Valentine, 1996)
- The Silence of T. 1210 Mk ll (Let Me Be Your Valentine, 1996)
- Euphoria (Rebel Yell, 1996)
- B-Site (I'm Raving, 1996)
- Loops and Pipes (I'm Raving, 1996)
- Wednesday (Break It Up, 1996)
- Choir Dance (Fire, 1997)
- Turn Up That Blaster (The Age Of Love, 1997)
- Sputnik (How Much Is The Fish?, 1998)
- Greatest Beats (We Are the Greatest / I Was Made For Lovin’ You, 1998)
- Bramfeld (Call Me Manana, 1999)
- Monolake (Faster Harder Scooter, 1999)
- New Year's Day (Fuck The Millennium, 1999)
- Firth of Forth (I’m Your Pusher, 2000)
- Sunrise (Ratty’s Inferno) (She's The Sun, 2000)
- Siberia (Ramp! (The Logical Song), 2001)
- Shortbread (Nessaja, 2002)
- Curfew (Weekend, 2003)
- Cordyline (The Night, 2003)
- Giant's Causeway (Maria (I Like It Loud), 2003)
- Shinjuku (Jigga Jigga, 2003)
- Suffix (Shake That, 2004)
- Circle of Light (One (Always Hardcore), 2004)
- Trance-Atlantic (Club Mix) (Suavemente, 2005)
- Path (Hello! (Good To Be Back), 2005)
- Countdown (Apache Rocks The Bottom, 2005)
- Taj Mahal (Behind The Cow, 2007)
- Te Quiero (Lass Uns Tanzen, 2007)
- The Fish Is Jumping (The Question Is What Is the Question, 2007)
- Up In Smoke (And No Matches, 2007)
- Tribal Tango (Jumping All Over The World, 2008)
- B.O.B. (Jumping All Over The World, 2008)
- Way Up North (I’m Lonely, 2008)
- The Hi Hat Song (Jump That Rock (Whatever You Want), 2008)
- Dushbag (J’adore Hardcore, 2009)
- Scarborough Reloaded (Ti Sento, 2009)
- Lucullus (The Sound Above My Hair, 2009)
- P.U.C.K. (Stuck On Replay, 2010)
- Hain A.M. (Can’t Stop the Hardcore, 2014)

## Remixek
- 1994 – Adeva – Respect (mint The Loop!)
- 1994 – Ultra-Sonic – "Check Your Head"
- 1994 – Community feat. Fonda Rae – Parade (mint The Loop!, később a "Waiting For Spring" című számuk ebből készült)
- 1994 – Holly Johnson – Legendary Children (All Of Them Queer) (mint The Loop!, kétféleképpen: remix és Rick's Queer Piano Version)
- 1994 – Toni Di Bart – The Real Thing (If I Can't Have You) (mint The Loop!)
- 1994 – Ru Paul – Everybody Dance (mint The Loop!)
- 1994 – Tag Team – Here It Is! Bamm! (mint The Loop!)
- 1995 – Shahin & Simon – "Do The Right Thing"
- 1995 – Datura – "Angeli Domini" (kiadatlan, később az "Experience" című szám alapja lett"
- 1995 – Interactive – "Living Without Your Love"
- 1995 – Kosmos feat. Mary K – Codo (mint The Loop!)
- 1995 – Prince Ital Joe feat. Marky Mark – Babylon (mint The Loop!, később ebből lett a "When I Was A Young Boy" című számuk)
- 1995 – Chiron – I Show You (All My Lovin') (mint The Loop!)
- 1996 – DJ Hooligan – I Want You (mint The Loop!)
- 1998 – Clubtone feat. Oliver Cheatham – Put A Little Love In Your Heart (mint The Loop!)
- 1998 – D.O.N.S. feat. Technotronic – Pump Up The Jam (mint The Loop!)
- 2000 – Ratty – "Sunrise (Here I Am)"
- 2001 – Modern Talking – "Win The Race"
- 2001 – Marc Et Claude – Loving You (Ratty néven)
- 2001 – Gouryella – Tenshi (Ratty néven)
- 2001 – Charly Lownoise feat. Mental Theo & Starsplash – Wonderful Days (mint Ratty)
- 2001 – ATB – Hold You (mint Ratty)
- 2003 – Ron Van Der Beuken – Keep On Movin' (Timeless) (mint Ratty)
- 2005 – Einmusik – "Jittery Heritage"
- 2005 – Dance United – "Help! Asia"
- 2005 – Bloodhound Gang – "Uhn Tiss Uhn Tiss Uhn Tiss"
- 2006 – Deichkind – "Remmidemmi (Yippie Yippie Yeah)"
- 2008 – Lützenkirchen – "3 Tage Wach"
- 2008 – Maximum Spell – "I See U"
- 2008 – Ultrabeat & Darren Styles – "Discolights"
- 2009 – Die Fantastischen Vier – Troy
- 2009 – Rammstein – "Pussy"
- 2011 – Within Temptation – "Sinéad"
- 2013 – Susanne Blech – "Helmut Kohl"
- 2014 – Beatsteaks – "Gentleman of the Year"
- 2024 – Jax Jones & Zoe Wees – "Never Be Lonely"
- 2024 – JADE – "Angel of My Dreams"

## Tribute albumok
| Év   | Album                        | Helyezés a listán | Helyezés a listán |
| Év   | Album                        | Németország       | Magyarország      |
| ---- | ---------------------------- | ----------------- | ----------------- |
| 2005 | The Gutter Techno Experience | -                 | -                 |
| 2009 | Hands On Scooter             | 29                | -                 |

## Videók
| Év   | Cím                                                          | Ország és helyezés                               |
| 1996 | Happy Hardcore Clips – And the Show Goes On! (VHS)           | Németország (#1)                                 |
| 1998 | Rough and Tough and Dangerous (VHS)                          | Németország (#1)                                 |
| 2002 | Encore – The Whole Story (DVD)                               | Németország (#1)                                 |
| 2006 | Excess All Areas (DVD)                                       | Németország (#4), Svédország (#1)                |
| 2008 | Jumping All Over The World – Live aus Berlin (DVD)           | Lásd a Jumping All Over The World albumnál       |
| 2009 | Under The Radar Over The Top – Caught By The Radar (DVD)     | Lásd az Under The Radar Over The Top kiadványnál |
| 2010 | Live In Hamburg (DVD, BD)                                    | Németország (#1), Finnország (#2)                |
| 2011 | The Stadium Techno Inferno (DVD)                             | Lásd a The Big Mash Up kiadványnál               |
| 2013 | 20 Years Of Hardcore – The Complete Video Collection (2 DVD) | Németország (#3)                                 |
| 2023 | FCK 2020 – Két és fél év a Scooterrel (BD)                   | mozifilm (dokumentumfilm)                        |

## Közreműködések
- 1996 – The Loop feat. Yosemite Sam – Heureka (a "Bugs Bunny Und Seine Techno Freunde" lemezen kiadott daluk)
- 1996 – The Loop feat. Daffy Duck – Wer Oder Was (a „Bugs Bunny Und Seine Techno Freunde” lemezen kiadott daluk)
- 1996 – Love Message – Love Message
- 1998 – Bravo Allstars – Let The Music Heal Your Soul
- 2002 – Dance United – Reach Out
- 2005 – The Disco Boys – Vol.5. (Intro)
- 2005 – Flashdance & Mixwell (Intro)
- 2007 – Harris & H.P. Baxxter – Eisbär (a 80’s Flashback c. lemezen)
- 2020 – FiNCH Asozial – Scootermann
- 2023 – FiNCH, Tream, Eko Fresh, Die Atzen, SPD – Abfahrt (MAMMUT REMiX)
- 2025 – Joost & Scooter - 1

## Más néven kiadott
- 1994 – Codo / The Mission (kislemez, Kosmos néven)
- 2000 – The Pusher 1-2 (név nélkül, az I’m Your Pusher speciális változatai)
- 2001 – Sunrise (mint Ratty)
- 2001 – Living On Video (mint Ratty)
- 2001 – Posse (I Need You On The Floor) (először Guess Who? néven)
- 2001 – Habanera (mint Section 11)
- 2002 – Nessaja (először Funky Divaz, majd 3 A.M. néven, szöveg nélkül)
- 2003 – Day-O (Banana Boat Song) / Pump It Up (kislemez, Beetle Juice pres. Rick Maniac & Dr. Loop néven)
- 2008 – Jump With Me / Rock The House (mint Sheffield Jumpers)
- 2013 – Sweater Weather (Baxxter, Simon and DDY néven)

## Egyéb
- 1997 – Abracadabra (a Cobra 11 című sorozat egyik epizódjában hallható, később a Section 1 csinálta meg teljes hosszban)
- 1999 – Dutch Christmas ("Back To The Heavyweight Jam" limitált változat bónuszdala, amelyet 2020-ban mint önálló kislemez is kiadtak, de 1999-re visszadátumozva)
- 2003 – Swinging In The Jungle (a "Roll Baby Roll" jogi problémák miatt módosított változata)
- 2004 – Die Erfolgsstory über Scooter (német hangoskönyv az együttes történetéről)
- 2004 – Thomas Bernhard meséi – H.P. Baxxter felolvasásában
- 2005 – Five Essential (limitált internetes válogatásalbum)
- 2005 – White Christmas, Fire! (tévéműsorban hangzott el)
- 2005 – Mosh Selector ("All I Wanna Do" karácsonyi változat)
- 2005 – Rock Bottom (az Apache Rocks The Bottom albumverziós refrénjével)
- 2007 – Firth of Clyde (iTunes bónusz dal a "The Ultimate Aural Orgasm"-hoz)
- 2008 – Jump That Rock (a kislemezváltozattól eltérő verzió, a "Jumping All Over The World" brit kiadásán található)
- 2010 – H.P. Baxxter – White Wedding (tévéműsorban hangzott el)
- 2011 – Scooter & Clueso – White Wedding (tévéműsorban hangzott el)
- 2014 – ABBA – Mamma Mia (tévéműsorban hangzott el)
- 2014 – 999 (Call The Police) (nem kislemez, de videoklipje készült és néhány kiadványra felkerült)
- 2020 – The Age of Love (Nacho Remix) – csak az "I Want You To Stream" koncertlemezen hallható változat.
- 2021 – Lugosi (csak bakeliten elérhető dal a "God Save The Rave" nagylemezen)
- 2021 – H.P. Baxxter – I Will Always Love You (Whitney Houston-feldolgozás, tévéműsorban hangzott el)

1997-ben megjelent a bolgár lemezpiacon egy "Scooter – Hit Collection" névre hallgató válogatáslemez is. Ez azonban nem hivatalos kiadvány, mivel azon más száma is szerepel, az utolsó dal a Love Message nevű együttes Love Message című száma.
1998-ban megjelent az ukrán lemezpiacon egy "Scooter – Welcome To Calipso" névre hallgató kiadvány is. Ez azonban nem eredeti kiadvány, hanem kvázi hamisítvány, mivel azon a Calypso nevű együttes számai találhatóak meg a "We Move The Jumpin' Hype" című lemezről, leszámítva az első és az utolsó dalt, előbbi a Meister Poppers nevű csapat What's The Spell című száma, utóbbi a No Fate és azt valóban a Scooter szerezte. A együttesek hasonló stílusa egyébként valóban adhat összetévesztésre okot.
Sound-X Monster 2012-ben egy Tribute albumot készített "Scooter – The Alternative Album" címmel, melynek két változata is van, valamint 2020-ban a "Sound-X Mixes", majd 2023-ban a "Sound-X Mixes II" című kiadványán kiadta több albumdal saját készítésű Extended és Club Mix változatát, ezek azonban jogi okokból nemhivatalos kiadványok és legálisan kizárólag a VK közösségi oldalról lehet beszerezni.

### Könyvek
- Scooter – Húsz év hardcore (rajongói biográfia, nemhivatalos, magyar) (2013)[1]
- Max Dax & Robert Defcon – Always Hardcore (2013)

### Ki nem adott számok
- 2001 – Habanera (Radio Edit) (bejelentették, de végül soha nem jelent meg)
- 2003 – The Future (majdnem megegyezik a "Level One" című dallal, csak egy 30 másodperces részlet maradt fenn belőle)
- 2007 – Stripped (Club Version) (tervezték, hogy lesz, de végül nem került fel az internetes kislemezre sem)
- 2007 – The Shit That Killed Elvis (Radio Edit) (kiadása tervbe lett véve, de végül letettek róla)
- 2010 – Where The Beats... (Have No Name) (módosított refrén, csak koncertturnén játszották)
- 2010 – Bit A Bad Boy (Britney Spears "3") (módosított refrén, csak koncertturnén játszották)
- 2010 – Stuck On Replay (Full Club Mix) (DJ-szettekben felbukkant, de nem adták ki)
- 2010 – Stuck On Replay (Extended Mix) (a hosszított videóklip alatt hallható, de nem adták ki, egyetlenegyszer játszották le a Radio Sunshine-on, egy Scooter-koncert promóciójaként)
- 2011 – Within Temptation – Sinéad (Scooter Remix) (alternatív verziója mindössze egyszer, egy Radio Sunshine-adás alatt volt hallható)
- 2019 – Rave Teacher (Somebody Like Me) (Club Mix) (említés szintjén ígérték, hogy megjelenik, de végül elmaradt. A "God Save The Rave" nagylemezre egy ehhez hasonló változat került fel)